# Parque nacional Jasper

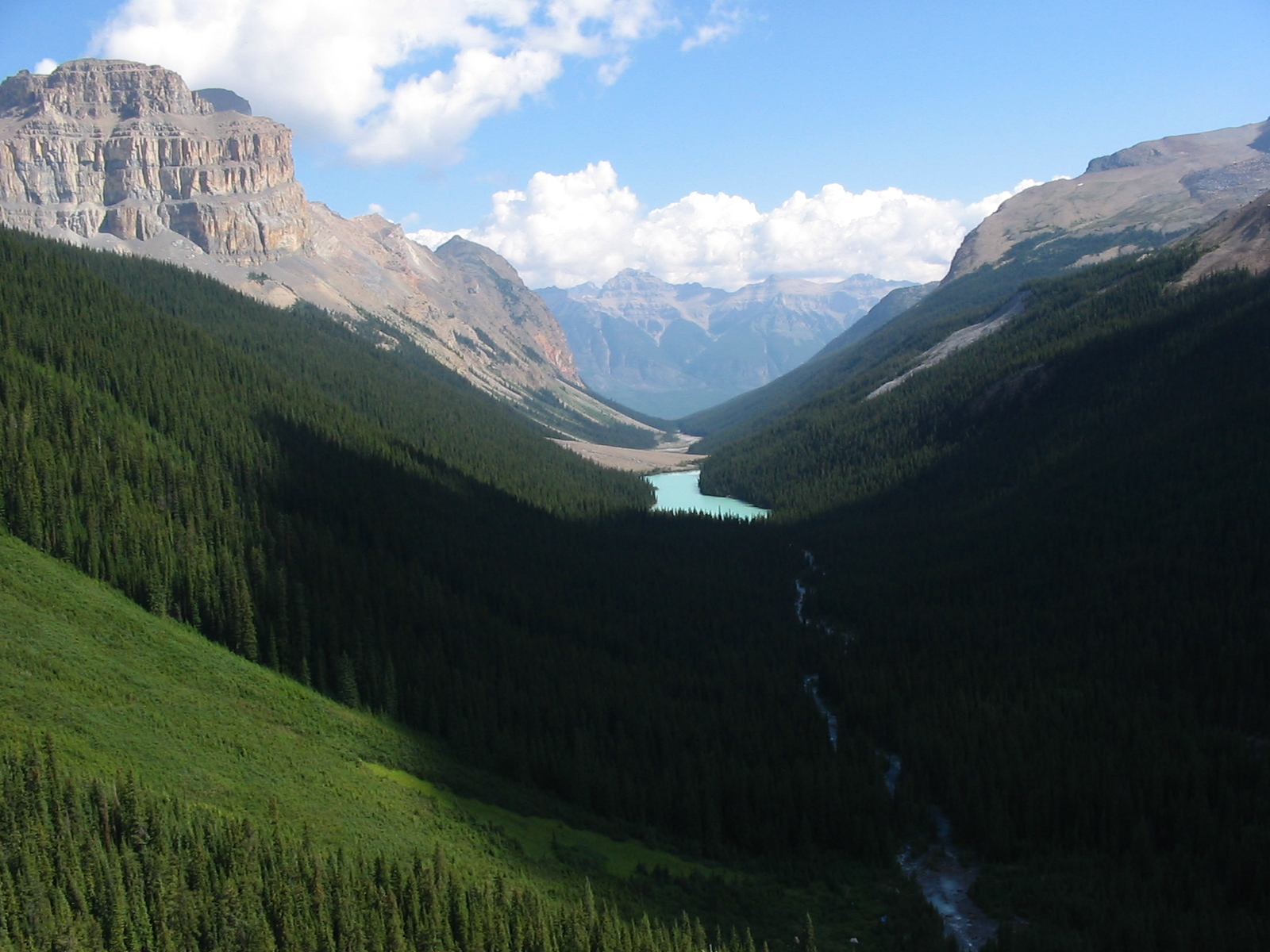
Valle de Fryatt.

El Parque Nacional de Jasper se encuentra en la provincia de Alberta, Canadá. Es el parque más septentrional de las Montañas Rocosas. El parque está conformado por glaciares, lagos, cascadas y montañas. La fauna salvaje que se puede encontrar en el lugar incluye alces, renos, osos y caribúes. Forma parte del conjunto natural denominado Parques de las Montañas Rocosas Canadienses que fue declarado Patrimonio de la Humanidad por la Unesco en 1984.

## Geografía
Los ríos más importantes que nacen dentro del parque son el río Athabasca y el río Smoky, este último el afluente más importante del río Peace y perteneciente a la cuenca del Mackenzie.
Los principales atractivos del Parque son el monte Edith Cavell, el lago y monte Pyramid, los lagos Maligno y Medicine y el valle Tonquin.

## Historia
El parque nacional de Jasper recibe el nombre en memoria de Jasper Hawes, que trabajó en una base comercial en la zona por la Compañía del Noroeste. Antes era conocido como Fitzhugh. El 14 de septiembre de 1907 obtuvo la primera protección oficial como Jasper Forest Park, pasando a la categoría de parque nacional en 1930, con la aprobación de la Ley de Parques Nacionales de Canadá. En 2012 obtuvo 1.991.482 visitantes.
Este parque fue declarado Patrimonio de la Humanidad por la UNESCO en 1984, junto con los otros parques nacionales y provinciales que forman los Parques de las Montañas Rocosas canadienses, por los paisajes de montaña que contienen imponentes cumbres, glaciares, lagos, cascadas, desfiladeros y cuevas de piedra caliza, así como fósiles.

## Puntos de interés
El parque, en sí, es el menos visitado por los turistas, pero se pueden realizar excursiones organizadas desde el pueblo de Jasper para conocer el lago Beauvert, el monte Robson —el pico más alto de las Montañas Rocosas, 3954 m de altitud—, el monte Edith Cavell, el teleférico del monte Whistler, el lago Pirámide, y el valle Malign, con excepcionales vistas al atardecer. En este parque se encuentra el glaciar Athabasca, muy visitado y muy cercano al parque nacional Banff. 
El centro de información a visitantes del parque se encuentra en el pueblo de Jasper, Alberta.

## Galería

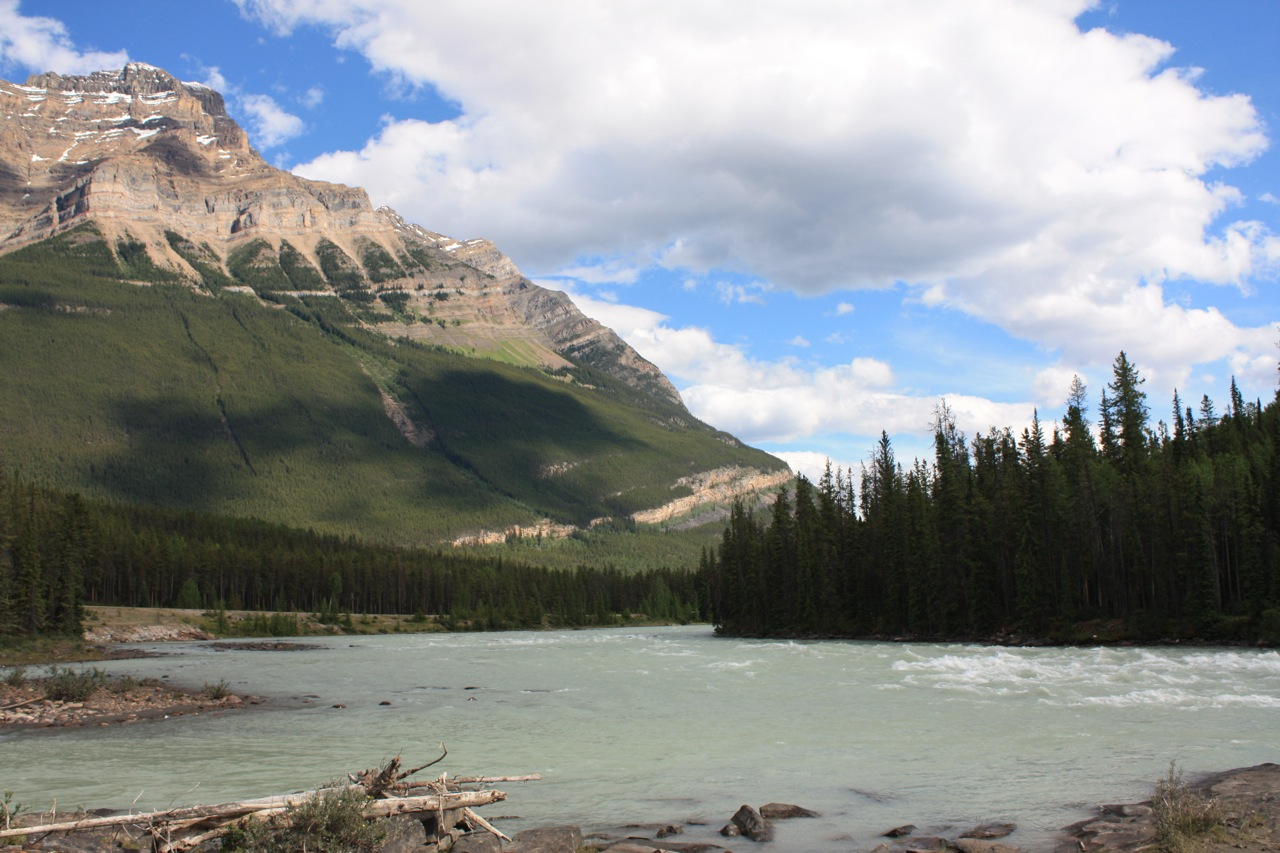
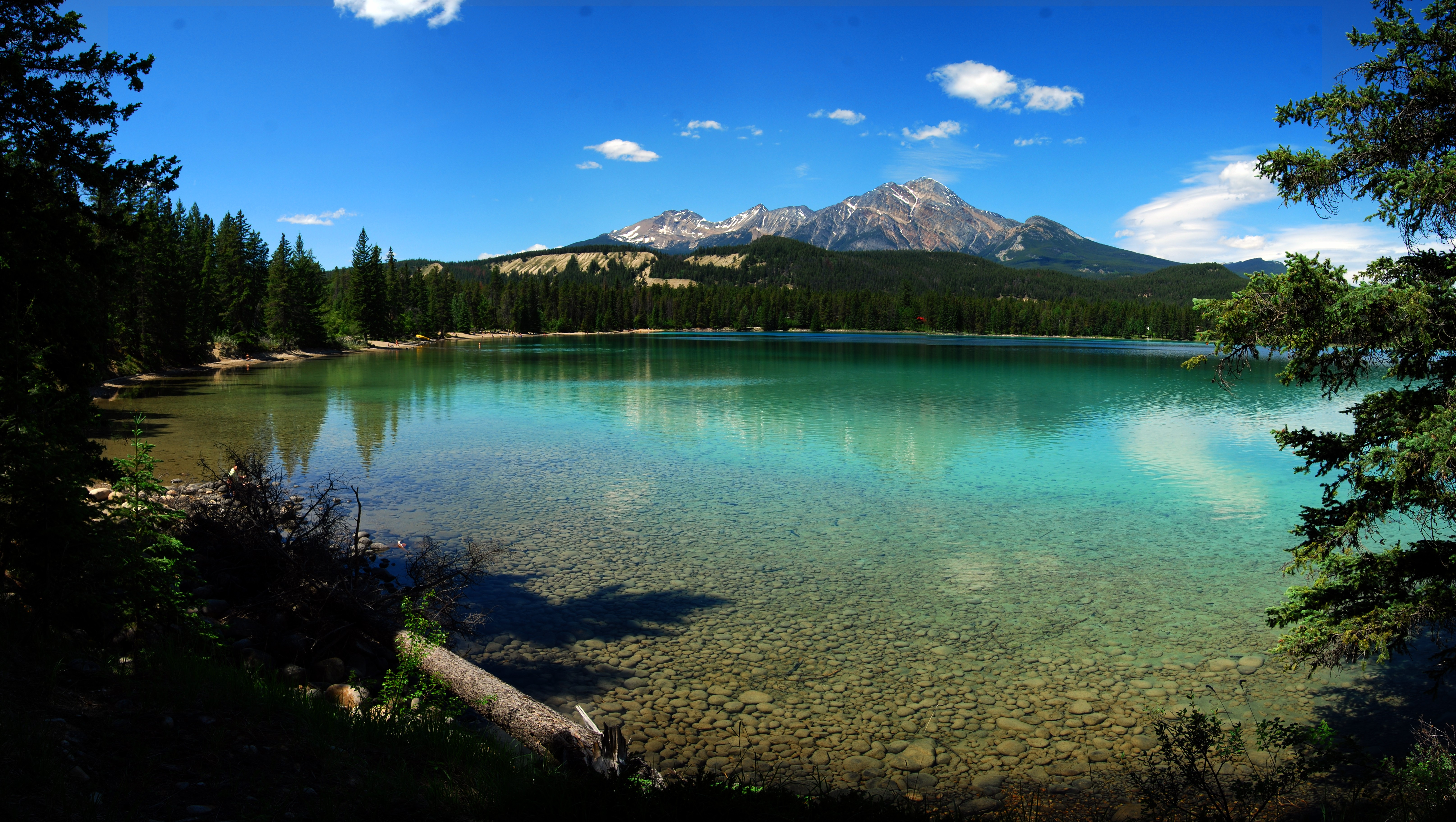
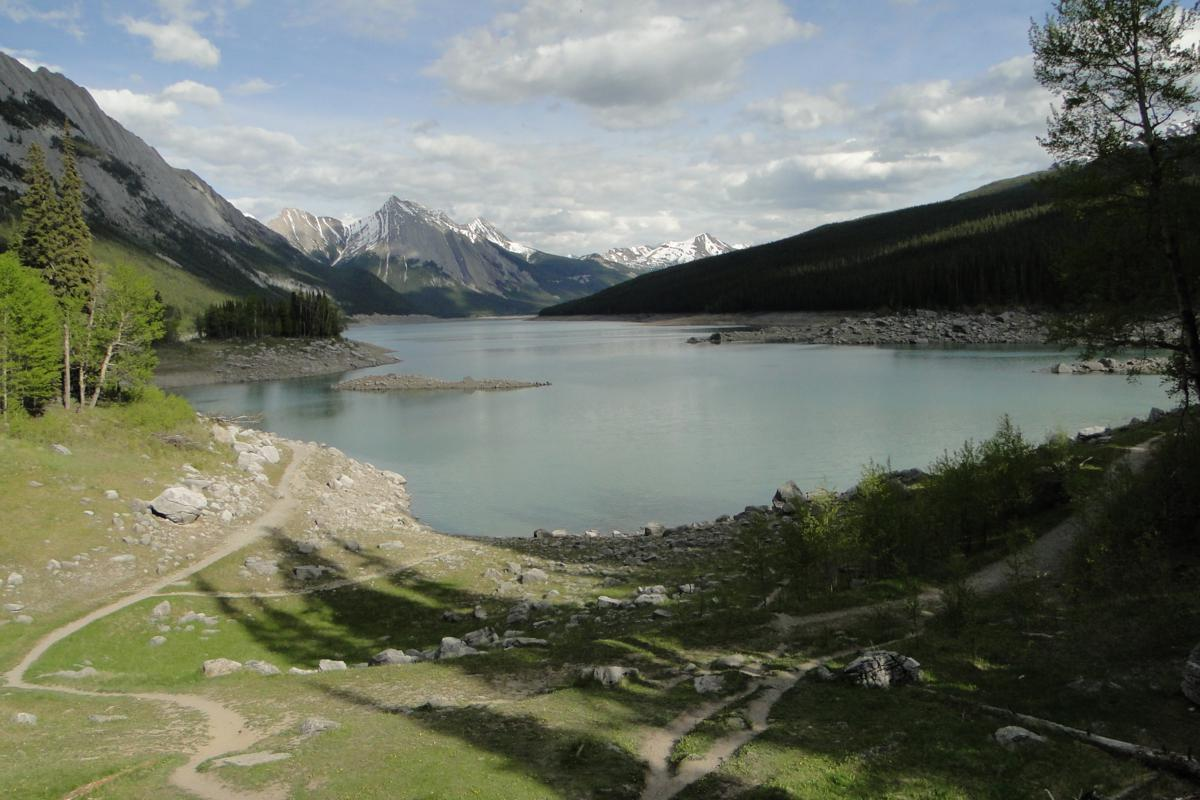
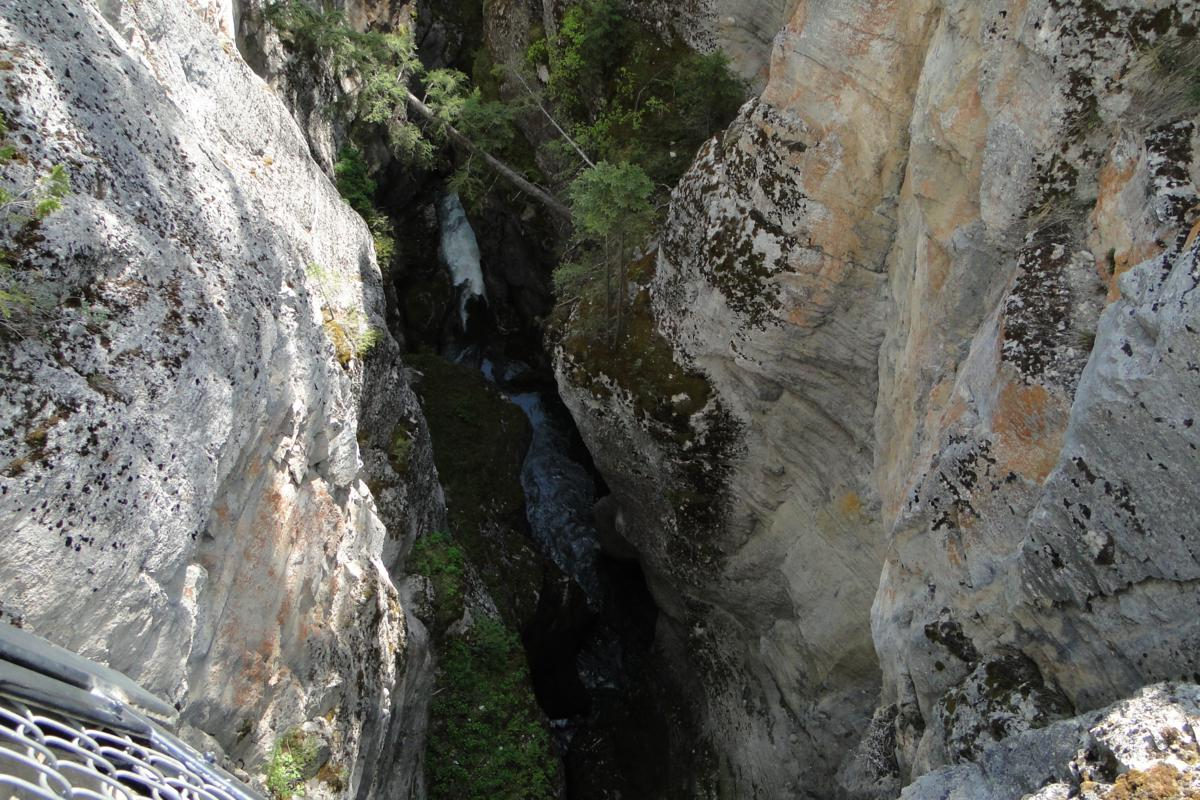
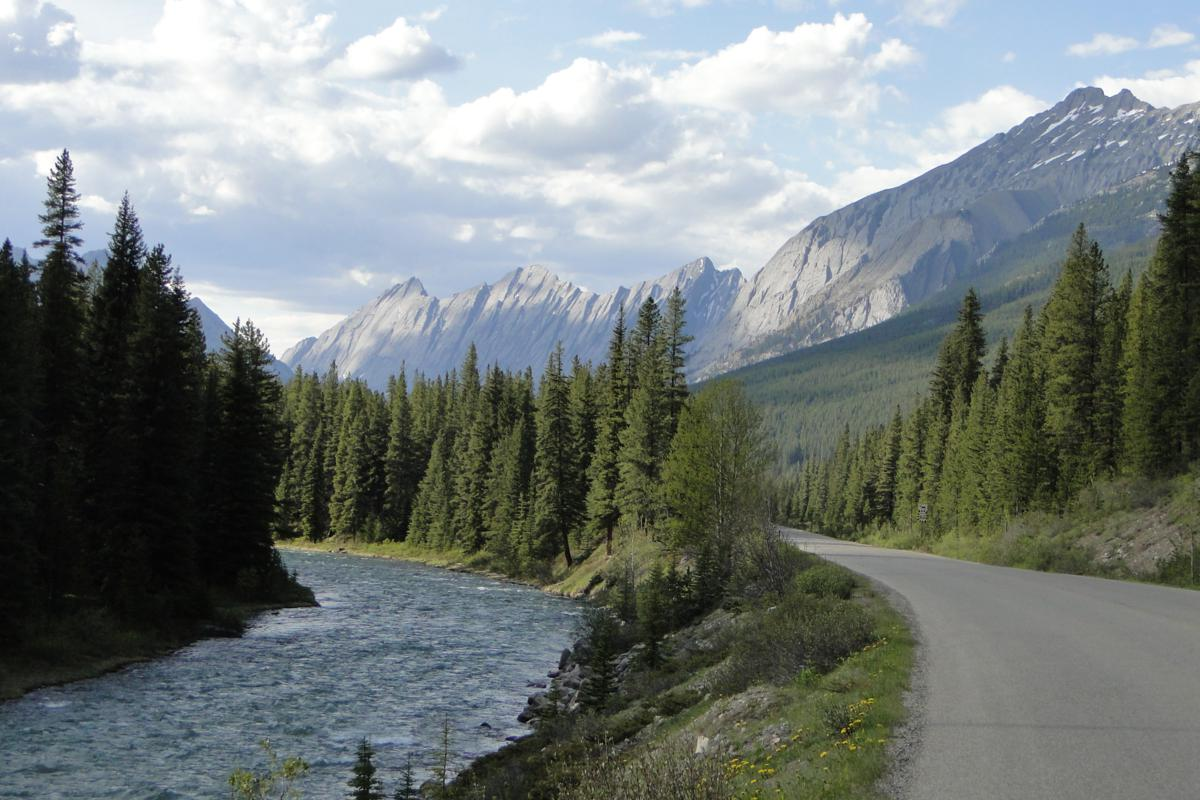